# Марьевка (Луганская область)
Ма́рьевка (укр. Мар'ївка) — село, относится к Свердловскому району Луганской области Украины. Под контролем самопровозглашённой Луганской Народной Республики.

## География
Село расположено на реке Нагольной. Соседние населённые пункты: сёла Новодарьевка (ниже по течению Нагольной) на западе, Благовка и Платоновка (ниже по течению Нагольной) на юго-западе, Дарьевка (выше по течению Нагольной) на северо-востоке, Грибоваха на северо-западе, Зеленополье, Верхнетузлово, Новоборовицы на юго-востоке, Любимое на юге.

## Население
Население по переписи 2001 года составляло 177 человек.Так же в 1944 году были переселены две семьи представителей Лемков

## История
Село перешло под контроль ЛНР в августе 2014 года (см. Вооружённый конфликт на юго-востоке Украины).

## Общие сведения
Почтовый индекс — 94871. Телефонный код — 6434. Занимает площадь 17,443 км². Код КОАТУУ — 4424286606.

## Местный совет
94870, Луганская обл., Свердловский городской совет, с. Новоборовицы, ул. Шевченко